# Ilha James e sítios associados
Ilha James
(em 2011, oficialmente nomeada Kunta Kinteh Islands - homenagem ao personagem central do romance "Raízes: A Saga de uma Família Americana" escrito por Alex Haley, escritor norte-americano, romance que originou Raízes (telessérie) e Sítios Associados estão localizados ao longo do Rio Gâmbia, à cerca de 30 km de sua foz no Oceano Atlântico nos Distritos do Baixo Niume e Alto Niume e no município de Banjul na Gâmbia. Foram declarados Património Mundial pela UNESCO em 2003. O sítio engloba 7 locais diferentes, próximos entre si, no Rio Gâmbia (Ilha James ao meio de rio) e os outros nas suas margens. São, em seu conjunto, um extraordinário testemunho, entre os séculos XV e XIX da história africana e de como se desenvolveu as relações entre Europa e África, desde o período pré-colonial, período escravocrata e à independência dos países da região. O sítio tem significativa importância em exemplar o início do comércio, como escravos, dos habitantes da África Ocidental, o seu desenvolvimento e o seu fim.

## Sítios

### Ilha James
A Ilha James, no Rio Gâmbia, a 30 km da foz, em 1456, foi adquirida pelos portugueses junto aos chefes locais, aonde iniciou-se a construção de um forte. E iniciou-se a ocupação e dominação européia na África, pois o Rio Gâmbia é estratégico, além de ser navegável, penetra no interior da África Ocidental. 
A Ilha James constitui atualmente, um importante é significativo sítio, com numerosos vestígios, de como desenvolveu-se, e suas consequências, do encontro entre Europa e África a partir do século XV até a independência das colônias no século XIX.
O rio constituiu a primeira rota comercial para o interior da África Ocidental e, mais tarde, uma base para o comércio de escravos. Os vestígios deste tráfico constituem, não só um importante património histórico, mas igualmente um símbolo para a Diáspora africana.

### Bateria de seis armas
Localiza-se na margem sul do Rio Gâmbia em direção a sua foz. O Forte Bullen encontra-se à sua frente na margem norte do rio.

### Forte Bullen
O Forte Bullen foi construído por volta de 1827 na margem norte do Rio Gâmbia, do lado oposto à Bateria de seis armas, para defender a rota de entrada e saída de navios no rio. Com armas dos dois lados do rio, os ingleses ganharam controle total sobre o comércio no Rio Gâmbia.
Durante a Segunda Guerra Mundial o forte foi usado como observatório e base de artilharia pelo exército inglês com fim de defender a um possível ataque francês, que na altura dominava o Senegal.

### Ruínas de San Domingo
No sítio encontra-se os vestígios do primeiro assentamento português na região século XV, construído na margem norte do Rio Gâmbia, próximo a Ilha James. Era um entre-posto comercial pequeno, mas edificado com dois andares, jardins, cemitério, igreja e um poço. As ruínas de um galpão de armazenamento é a mais preservada distante a um quilómetro a oeste do povoado de Albreda.

### Ruínas de uma Capela portuguesa
Localizada em Albreda, é uma das mais antigas capelas portuguesas (de cerca do século XV) do Gabão.

### Edifício CFAO

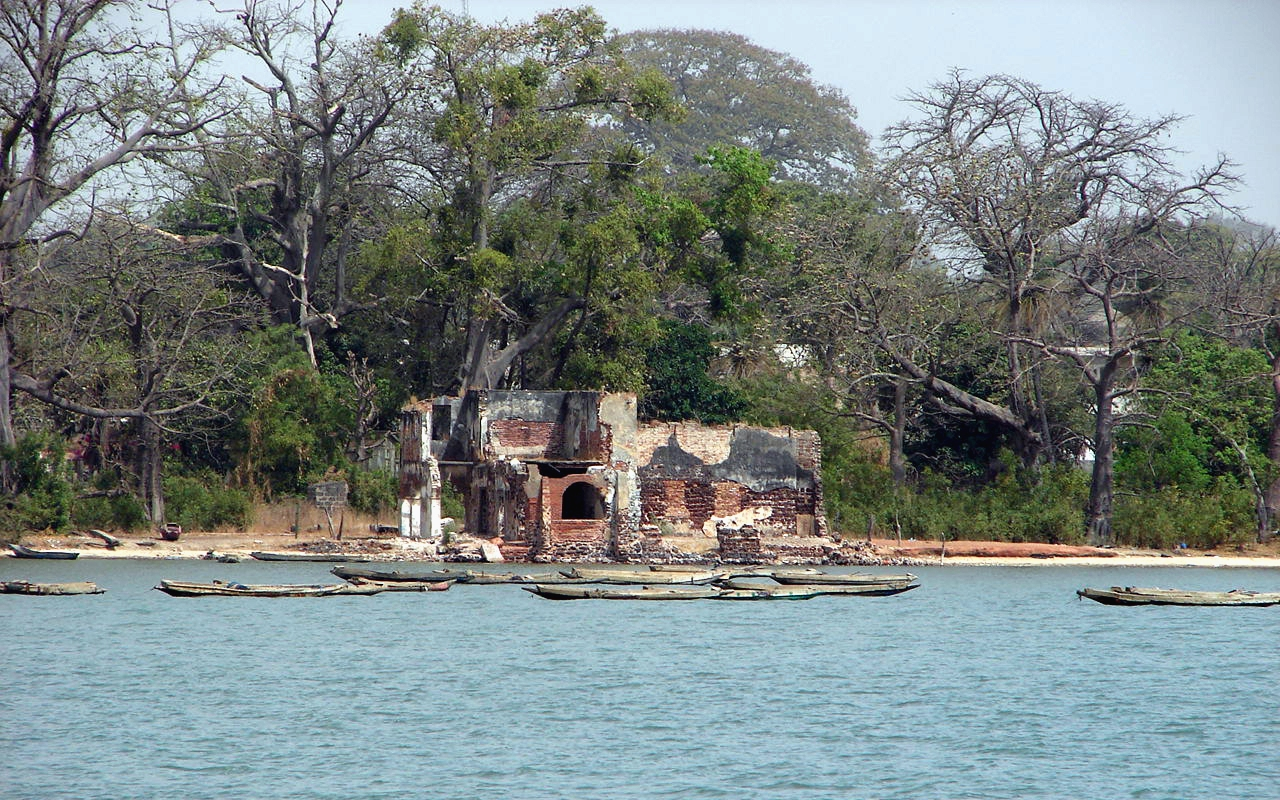
O Edifício CFAO.

O Edifício CFAO (Compagnie Francaise d’Afrique Occidentale) data de 1847.

### Edifício Maurel Frères
Perto de Albreda na aldeia de Juffureh situa-se a antiga casa de Alex Haley e o sítio do edifício Maurel Frères, que actualmente abriga um pequeno museu sobre o comércio escravo na Senegãmbia. O edifício foi originalmente construído por ingleses por volta de 1840 e foi usado pela última vez por um comerciante lebanês chamado Maurel, de quem recebe o nome.

## Ligações Externas
- - UNESCO (WHL) Ilha James e Sítios Associados
- - The Gambia por Craig Emms e Linda Barret